# Jean-Lucien Savi de Tové
Jean-Lucien Savi de Tové (Lomé, 7 maggio 1939) è un politico togolese, è eletto Presidente del Togo dal 3 maggio 2025.

## Biografia
Nel maggio 2025, Savi de Tové è stato eletto presidente all'unanimità dal Parlamento del Togo, a seguito di una riforma costituzionale del 2024 che ha modificato le modalità di elezione del presidente, passando dal voto popolare diretto all'elezione indiretta da parte dell'Assemblea Nazionale. Savi de Tové è entrato in carica succedendo a Faure Gnassingbé, figlio di Eyadéma, poiché la maggior parte dei poteri della presidenza che esistevano in precedenza sono stati trasferiti a una nuova carica chiamata presidente del Consiglio dei ministri a causa della riforma. Il ruolo è stato successivamente assunto da Gnassingbé, che ha mantenuto la maggior parte del potere esecutivo. Con quasi 86 anni al momento dell'insediamento, Savi de Tové è la persona più anziana ad essere eletto presidente.